# Torilis arvensis subsp. arvensis
Torilis arvensis subsp. arvensis é uma subespécie de planta com flor pertencente à família Apiaceae. 
A autoridade científica da subespécie é (Huds.) Link, tendo sido publicada em Enum. Hort. Berol. Alt. 1: 265 (1821).

## Portugal
Trata-se de uma subespécie presente no território português, nomeadamente no Arquipélago dos Açores e no  Arquipélago da Madeira.
Em termos de naturalidade é introduzida no Arquipélago dos Açores e nativa do Arquipélago da Madeira.

## Protecção
Não se encontra protegida por legislação portuguesa ou da Comunidade Europeia.